# Marilù Pipitone
Marilù Pipitone (Palermo, 8 luglio 1985) è un'attrice italiana.

## Biografia
È nota per aver recitato la parte della dottoressa Marta nel film Io sono la fine del mondo.
È fidanzata con il comico Angelo Duro.

## Filmografia

### Cinema
- Belli ciao, regia di Gennaro Nunziante (2022)
- Ciurè, regia di Gianpiero Pumo (2022)
- Un oggi alla volta, regia di Nicola Conversa (2023)
- Il giudice e il boss, regia di Pasquale Scimeca (2024)
- La bocca dell'anima, regia di Giuseppe Carleo (2024)
- Io sono la fine del mondo, regia di Gennaro Nunziante (2025)

### Televisione
- Viola come il mare – serie TV
- Don Matteo
- Rocco Schiavone
- Paolo Borsellino - I 57 giorni, regia di Alberto Negrin – film TV (2012) – Lucia Borsellino
- Sara e Marti #lanostrastoria